# Broxton (Georgia)

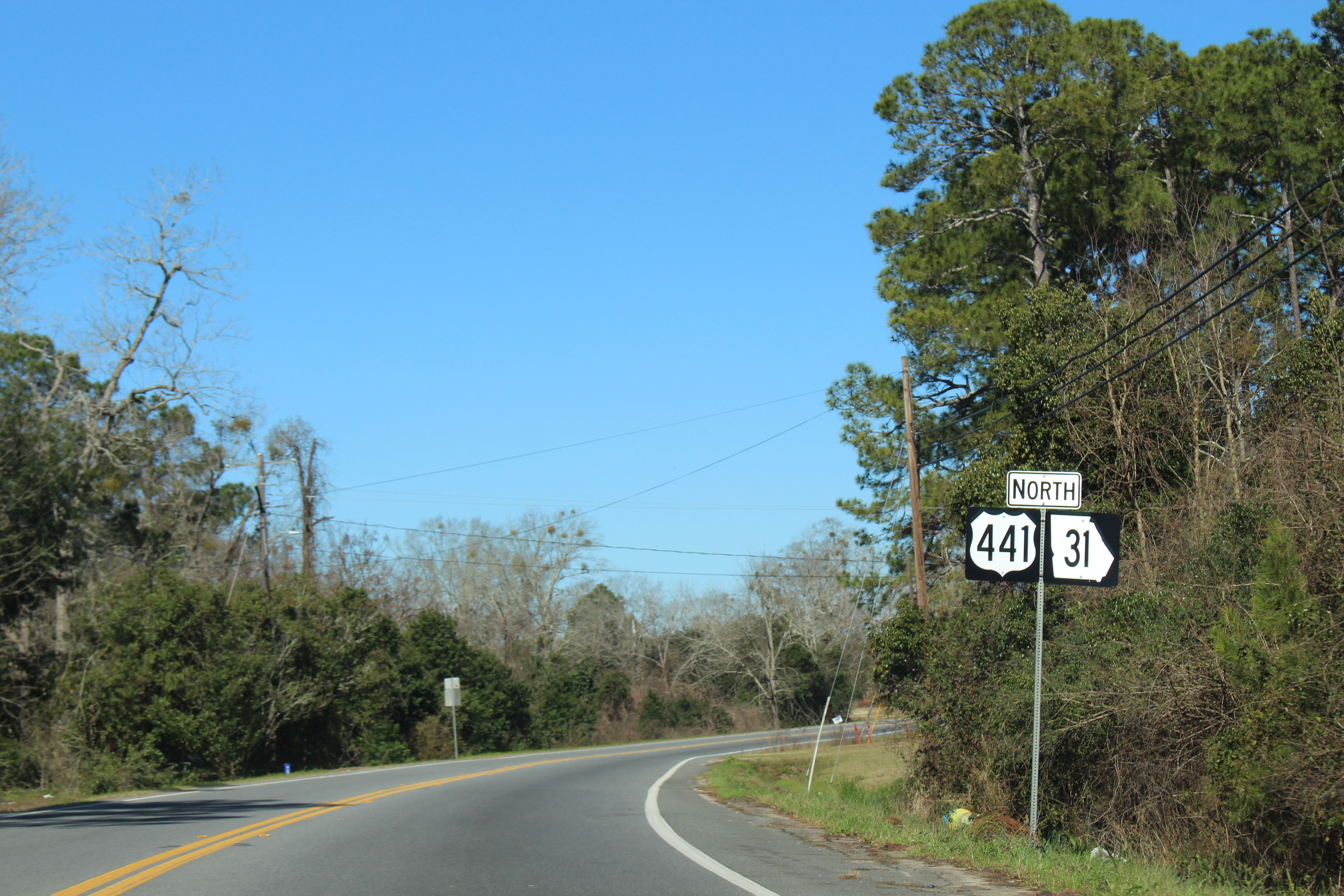
Ulica w Broxton.

Broxton – miasto w Stanach Zjednoczonych, w stanie Georgia, w hrabstwie Coffee.